# Élections législatives de 1946 dans la Haute-Garonne
Les élections législatives françaises de 1946 se tiennent le 10 novembre. Ce sont les premières élections législatives de la Quatrième république, après l'adoption lors du référendum du 13 octobre d'une nouvelle constitution.

## Mode de scrutin
L'Assemblée nationale est composée de 618 sièges pourvus au scrutin proportionnel plurinominal suivant la règle de la plus forte moyenne dans le cadre départemental, sans panachage. 
Le vote préférentiel est admis, en inscrivant un numéro d'ordre en face du nom d'un, de plusieurs ou de tous les candidats de la liste. Mais l'ordre ne pourra être modifié que si au moins la moitié des suffrages portés sur la liste est numéroté. Dans les faits les modifications ne dépasseront jamais les 7%.
Dans le département de la Haute-Garonne, sept députés sont à élire, soit deux de plus que lors des élections aux constituantes d'octobre 1945 et de juin 1946.

## Élus
| Député sortant           | Parti | Parti   | Député élu ou réélu      | Parti | Parti   |
| ------------------------ | ----- | ------- | ------------------------ | ----- | ------- |
| Jacques Grésa            |       | PCF     | Jacques Grésa            |       | PCF     |
| Siège créé               |       |         | Marcelle Rumeau          |       | PCF     |
| Vincent Auriol           |       | SFIO    | Vincent Auriol           |       | SFIO    |
| Raymond Badiou           |       | SFIO    | Raymond Badiou           |       | SFIO    |
| Gilbert Getten           |       | MRP     | Alfred Coste-Floret      |       | MRP     |
| Siège créé               |       |         | Raymond Roques           |       | MRP     |
| Maurice Bourgès-Maunoury |       | Rad-soc | Maurice Bourgès-Maunoury |       | Rad-soc |

## Résultats

### Résultats à l'échelle du département
| Parti    | Parti                                          | Tête de liste            | Résultats | Résultats | Sièges |  |
| Parti    | Parti                                          | Tête de liste            | Voix      | %         |        |  |
| -------- | ---------------------------------------------- | ------------------------ | --------- | --------- | ------ |  |
|          | Section française de l'Internationale ouvrière | Vincent Auriol           | 65 466    | 28,11     | 2      |  |
|          | Parti communiste français                      | Jacques Grésa            | 62 796    | 26,96     | 2 1    |  |
|          | Mouvement républicain populaire                | Alfred Coste-Floret      | 47 002    | 20,18     | 2 1    |  |
|          | Rassemblement des gauches républicaines        | Maurice Bourgès-Maunoury | 41 519    | 17,83     | 1      |  |
|          | Gaullistes                                     | Gilbert Getten           | 16 141    | 6,93      | -      |  |
|          |                                                |                          |           |           |        |  |
| Inscrits | Inscrits                                       | Inscrits                 | 316 316   | 100,00    | 7      |  |
| Votants  | Votants                                        | Votants                  | 237 159   | 74,98     |        |  |
| Exprimés | Exprimés                                       | Exprimés                 | 232 924   | 98,21     |        |  |